# Benjamín Hill
Benjamín Guillermo Hill Pozos (Choix, Sinaloa, México; 31 de marzo de 1874-Ciudad de México, México, 14 de diciembre de 1920) fue un militar mexicano que participó en la Revolución Mexicana. Fue Gobernador de Sonora y secretario de Guerra y Marina de México.

## Inicios
Nació el 31 de marzo de 1874 en San Antonio, municipio de Choix, Sinaloa. Fueron sus padres Benjamín R. Hill Salido y Gregoria Pozos. Realizó sus estudios primarios en la ciudad de Culiacán y los secundarios en Hermosillo, Sonora. Después se trasladó a Europa e ingresó a una escuela militar en Roma, Italia. Regresó a México y se estableció en Navojoa, Sonora, donde se dedicó a labores agrícolas.

## Revolución Mexicana

### Maderismo
Afiliado al Partido Antirreeleccionista, en 1910 fundó los clubes de Nogales y Álamos, Sonora. Fungió como regidor del Ayuntamiento de Navojoa. Debido a su inclinación por las ideas de Francisco I. Madero y por haberlo acompañado de gira por Sonora atacando al gobierno local, el gobernador porfirista de ese estado, Luis Emeterio Torres, a fines de 1910 ordenó su encarcelamiento en la penitenciaría de Hermosillo, en donde permaneció hasta abril de 1911. Fue liberado por fuerzas maderistas e inmediatamente empuñó las armas contra el régimen de Porfirio Díaz.
En pleno movimiento revolucionario, Madero lo nombró jefe de las operaciones militares en el sur de Sonora, cargo que desempeñó del 17 de mayo al 25 de junio de 1911. Al mando de un contingente armado se dirigió hacia esa zona y participó en la toma de la plaza de Navojoa, después de la cual marchó sobre Álamos cuando se firmaron los Tratados de Ciudad Juárez. Ascendió a coronel.
En 1912 combatió la rebelión de Pascual Orozco y, cuando los orozquistas invadieron Sonora, formó parte del ejército de defensa. Prefecto del distrito de Arizpe con residencia en Cananea, del 26 de junio de 1912 al 10 de febrero de 1913. A finales del régimen maderista ocupó la prefectura de Hermosillo.

### Constitucionalismo
Desconoció al régimen del dictador Victoriano Huerta y fungió como jefe militar en el distrito de Álamos. General y jefe de operaciones en el sur de Sonora, derrotó a las tropas huertistas en La Concentración y el 17 de abril ocupó la plaza de Álamos. Allí obligó a algunos prisioneros y vecinos, considerados de filiación huertista, a cargar sobre sus espaldas los sacos de arena con que se construyeron las trincheras para la defensa e impuso fuertes préstamos. Sin embargo, no ordenó ningún fusilamiento, a pesar de que entre los prisioneros se encontraban algunos de sus enemigos.
Después de ocupar esta plaza se dirigió a Navojoa, avanzó rumbo al norte y reconstruyó la vía del Ferrocarril Sud Pacífico hasta Cruz de Piedra, en donde se incorporó a las tropas de Álvaro Obregón. En septiembre de ese año obtuvo el grado de general brigadier y comandó una de las brigadas de infantería del Cuerpo de Ejército del Noroeste. Realizó campaña en el interior del país hasta la ocupación de la Ciudad de México. 
En septiembre de 1914, con el grado de general de brigada, regresó al estado de Sonora para hacerse cargo de la jefatura de Operaciones Militares en Naco. En noviembre de ese año, al ocurrir la escisión entre Francisco Villa y Venustiano Carranza, permaneció fiel al Primer Jefe, quien lo nombró gobernador provisional de Sonora. Tomó posesión del puesto el 12 de agosto de 1914 y permaneció en él hasta el 6 de enero de 1915.

## Gobernador de Sonora
La actuación de Benjamín Hill como gobernador y comandante militar tuvo como puntos destacados la expedición del decreto del 21 de noviembre de 1914, que suprimió las prefecturas políticas de los distritos y estableció el municipio libre en el estado, un mes antes del que, sobre el mismo tema, expidiera el Primer Jefe del Ejército Constitucionalista en Veracruz. Además, resistió en Naco, población que durante tres meses consecutivos fue atacada por las fuerzas de José María Maytorena.
Nuevamente con Álvaro Obregón participó, como jefe de infantería, en la campaña del Bajío combatiendo a las fuerzas villistas en Celaya y León, Guanajuato. Con el triunfo obtenido en la batalla de Trinidad fue ascendido a general de división. Jefe de la guarnición de la plaza de la Ciudad de México del 13 de abril de 1916 al 30 de abril de 1917 y comandante de la División Benjamín Hill.

## Rebelión de Agua Prieta y muerte
En 1920 secundó la rebelión de Agua Prieta, que desconoció al régimen de Venustiano Carranza. Operó en el estado de Morelos, donde logró atraer a los zapatistas encabezados por Genovevo de la O, para poner sus fuerzas a disposición de Obregón. Por segunda ocasión, fue jefe de la guarnición de México, habiendo fungido en dicho cargo desde el 11 de junio hasta el 30 de noviembre del mismo año.
Al hacerse cargo de la presidencia de la república el general Álvaro Obregón, Hill fue nombrado secretario de Guerra y Marina, cargo que desempeñó por pocos días ya que, se decía, se hallaba seriamente enfermo. Murió el 14 de diciembre en la Ciudad de México, a consecuencia de una afección cancerosa; otras fuentes afirman que fue envenenado.